# Mount Cook Village
Pour les articles homonymes, voir Cook.
Aoraki / Mount Cook, communément appelé Mount Cook Village, est un village situé dans le parc national Aoraki/Mount Cook en Nouvelle-Zélande, au bout de la New Zealand State Highway 80 (en), à seulement quinze kilomètres au sud du sommet le plus élevé du pays, le Aoraki/Mont Cook, dans les Alpes du Sud.
Étant situé à l'intérieur d'un parc national, il n'est pas possible de posséder des biens immobiliers au Mount Cook Village. Toutefois, en raison du fonctionnement permanent des hôtels, le village compte une petite population permanente d'environ 250 personnes. Tous les bâtiments et installations fonctionnent avec des concessions et des baux du gouvernement.

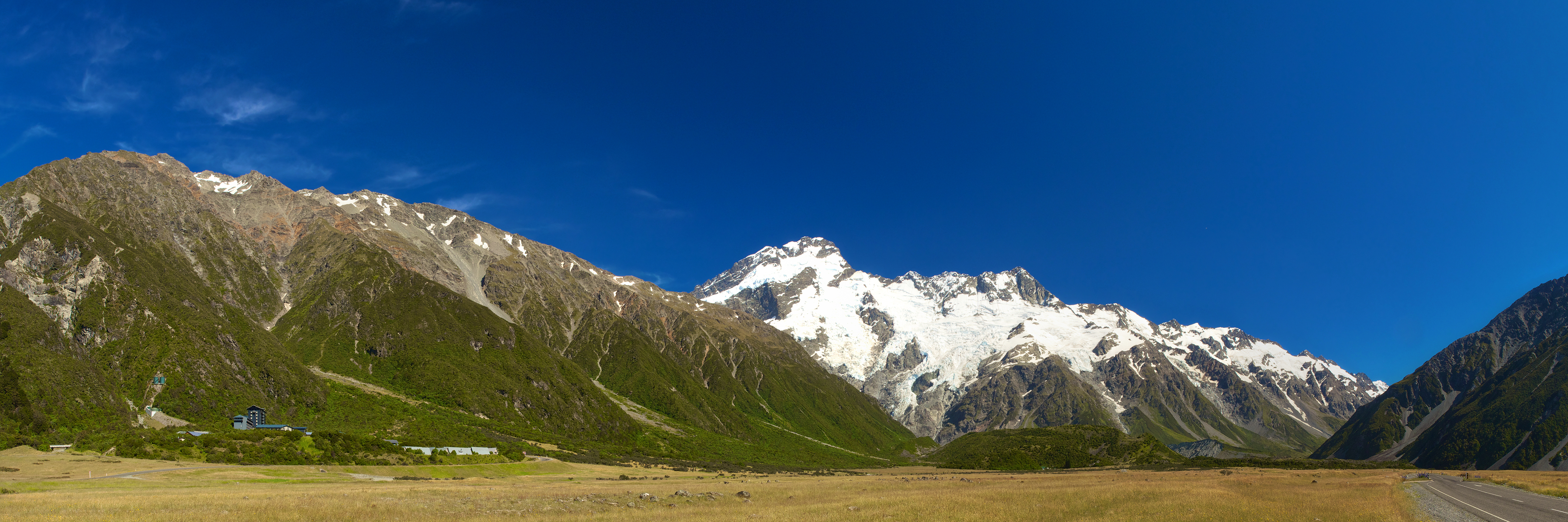
Panorama de la vallée Hooker avec le Mount Cook Village sur la gauche et le au centre.